# Héraðið
Héraðið és una pel·lícula de melodrama islandesa del 2019 dirigida per Grímur Hákonarson. Es va projectar a la secció Contemporary World Cinema del Festival Internacional de Cinema de Toronto del 2019. S'ha doblat i subtitulat al català.

## Repartiment
- Arndís Hrönn Egilsdóttir com a Inga
- Þorsteinn Bachmann com a policia
- Þorsteinn Gunnar Bjarnason com a Gummi el pintor
- Daniel Hans Erlendsson com a Heiðar
- Hafdís Helga Helgadóttir com a reportera televisió